# La La
«La La» es una canción pop punk de la cantante estadounidense Ashlee Simpson, lanzada como tercer sencillo de Autobiography. Su rotación se inició en la radio en el 2004 en los Estados Unidos, mientras que en Irlanda y el Reino Unido fue el segundo sencillo, al igual que en Hispanoamérica, para después Shadow fue el tercer sencillo en Hispanoamérica, Irlanda y Reino Unido. Esta canción está en el juego de Nintendo DS, Elite Beat Agents.

## Información de la Canción
La La fue escrita por Ashlee Simpson, y coescrita por Kara DioGuardi y John Shanks, el productor del álbum.
Inicialmente, la canción no estaba prevista para ser lanzada como el tercer sencillo del álbum. En octubre del 2004, se había anunciado que la canción Autobiography sería el tercer lanzamiento, sin embargo, el 29 de octubre de 2004, se anunció en la página web de Simpson que sería reemplazada por "La La", esto después del incidente de Ashlee en el programa "Saturday Night Live", en el cual se descubrió ante el público haciendo playback.
Su lanzamiento oficial fue el 8 de noviembre de 2004 y debutó en el número 11 del Top 40 de EE. UU. Así mismo, llegó a ocupar el número 98 en el Billboard Hot 100 de Estados Unidos. El sencillo también fue certificado en la categoría oro por RIAA. (Asociación de la industria musical de estados Unidos). En Hispanoamérica, la canción logró situarse en el puesto número uno de varios países como México y Argentina.

## Descripción
La La ha sido considerada como la canción con más estilo rock dentro del álbum Autobiography. Las críticas fueron variadas, siendo catalogada como "enérgica" por la BBB, mientras que la revista People la llamó "insípida".
La canción incluye referencias sexuales al dejar la palabra "la la" a la imaginación del público. La canción menciona "me haces querer lala , en la cocina, en la puerta" y menciona a Ashlee como una "criada francesa". Respecto a la canción, en una entrevista Ashlee dijo lo siguiente acerca de "La La":
"Es una canción muy sexy; puede interpretarse de varias maneras. Es acerca de las fantasías sexuales. Hay mucho sarcasmo en la canción. Es algo que toda chica piensa, entonces, decidí hacerlo yo. Es una de las canciones con las que puedes bailar, saltar, hacer lo que tú quieras. Yo escribí porque un día estaba tarareando "la la..." entonces se me ocurrió que sería una buen título para una canción bailable. Yo no tuve una canción en mi disco que fuera algo tan sexy y divertido como lo es esta pista. Así que me siento como una chica muy femenina, y aquí va..."

## Vídeo musical
Este video musical de Simpson, fue dirigido por el director que hizo "Toxic" de Britney Spears, Joseph Kahn. El video fue filmado los días 11 y 12 de noviembre y debutó en Estados Unidos y en Latinoamérica en el programa Making the video producido por MTV el 23 de noviembre de 2004. A Ashlee se le ve de una forma natural, no exagerada como acostumbra en otros vídeos. En el programa The Ashlee Simpson show, la canción fue interpretada dos veces en la primera temporada, la cual fue transmitida en EE. UU. en agosto del 2004.
El vídeo se desarrolla en un vecindario localizado en Huntington California. Simpson interpreta la canción arriba de un carro, en frente de una tienda de donas y al momento que juega con sus amigas un videojuego de patinetas, todo esto durante el día. El video continua por la noche en una fiesta de piscina localizada en una casa en la que al parecer no contaban con el permiso por lo que la policía llega a retirarlos del lugar. De ahí trasladan la fiesta a una lavandería en la que provocan desastres nuevamente, esto simboliza la rebeldía con la que Ashlee siempre ha querido que se le tome.
La canción fue interpretada por Simpson en varios eventos como en el Orange Bowl y en presentaciones en vivo de la MTV.

## Lista de canciones
CD Single Versión: Norteamericana
1. «La La»
2. «La La» (Sharp Boys Remix)

CD Single Versión: Británica
1. «La La»
2. «Endless Summer»
3. «Pieces Of Me» (29 Palms Remix Vocal Mix)
4. «La La» (Video)

## Listas

### Lista semanales
| Lista (2004)                             | Mejor posición |
| ---------------------------------------- | -------------- |
| Alemania (Media Control AG)              | 68             |
| Australia (ARIA)                         | 10             |
| Austria (Ö3 Austria Top 40)              | 46             |
| Europa European Hot 100 Singles          | 27             |
| Grecia (Billboard)                       | 17             |
| Hungría (Dance Top 40)                   | 31             |
| Irlanda (IRMA)                           | 16             |
| Países Bajos (Dutch Top 40)              | 25             |
| Países Bajos (Mega Single Top 100)       | 62             |
| Nueva Zelanda (Recorded Music NZ)        | 11             |
| Rusia (2M)                               | 187            |
| Suecia (Sverigetopplistan)               | 32             |
| Reino Unido (UK Singles Chart)           | 11             |
| Ucrania (FDR Charts)                     | 2              |
| EE. UU. Billboard Hot 100                | 56             |
| EE. UU. Mainstream Top 40 (Billboard)    | 18             |
| EE. UU. Hot Dance Club Songs (Billboard) | 6              |

### Listas (Fin de año)
| País        | Puesto |
| ----------- | ------ |
| Australia   | 54     |
| Reino Unido | 165    |